# Crux (internetové noviny)
Crux jsou internetové noviny, které se zaměřují na zprávy týkající se katolické církve. Od září 2014 do března 2016 patřil deníku The Boston Globe. Od dubna 2016 jej vlastní nezávislá společnost.

## Historie
Crux byl spuštěn v září 2014 v rámci projektu The Boston Globe, který sponzoroval více specializovaných webových stránek. Věnoval se katolické církvi a mnoha tématům týkajícím se života katolíků ve Spojených státech, včetně poradenských rubrik. Crux se podrobně věnoval Svatému stolci a ve své šestičlenné redakci zaměstnával vatikánského korespondenta. Jejím zástupcem byl John L. Allen Jr., dlouholetý a známý pozorovatel Vatikánu. Allen spolu s Inés San Martínovou, dnes šéfkou římské redakce Cruxu, a Shannon Levittovou, zástupkyní šéfredaktora, byli původními zakladateli Cruxu, jak o něm hovořil poté, co se The Boston Globe rozhodl stáhnout zpravodajství.
31. března 2016 The Globe ukončil spolupráci s Cruxem s odkazem na neúspěch v očekávaných příjmech z reklamy a převedl vlastnictví webu na zaměstnance Cruxu. S Allenem jako novým redaktorem získal Crux sponzoring od Kolumbových rytířů a několika katolických diecézí. Od roku 2018 je Allen nadále redaktorem.
Zprávy Cruxu byly citovány v mnoha médiích, včetně The New York Times a The Washington Post Novinář Sandro Magister v italském zpravodajském časopise L'Espresso označil Crux za „přední katolický informační portál ve Spojených státech a možná i na světě“.